# 楼适夷
楼适夷（1905年1月3日—2001年4月20日），原名楼锡春，曾用笔名楼建南，男，浙江余姚人，中国作家、翻译家、出版家。

## 生平
早年入钱庄做学徒。爱好文学写作，开始在《创造日》等杂志刊物上发表作品。
1928年，入读上海艺术大学，期间参加太阳社，出版了短篇小说集《挣扎》和《病与梦》。
1929年，赴日本留学，主修俄罗斯文学。著有小说《盐场》1930年2月发表于《拓荒者》杂志第一卷第二期上发表２万字的中篇小说《盐场》，小说以浙江省慈庆市庵东盐场为原形，深刻反映了庵东盐民的生活。《盐场》后被著名导演徐欣夫改编成电影《盐潮》，胡蝶、王征信主演，影片展示了盐民们在土豪劣绅压迫下的生活困境，表现了他们掀起“盐潮”斗争的经过。
１９３９年１０月，《新华日报》记者蒋莱写的《饥饿线上的余姚盐民》发表于该报，这是一篇反映盐民疾苦，针砭时弊的报告文学。
1931年，回国，参与左翼作家联盟，参与编辑刊物《前哨》、《文学导报》和《文艺新闻》。
1932年，出版了《第三时期》（短篇小说集）。1933年，因为文学作品宣传进步思想，被捕入狱。楼在狱中坚持翻译了苏联高尔基的文学作品，如《在人间》等。从此致力于俄国和日本作家作品的翻译与介绍，遂成为著名俄国文学翻译家。
1937年，刑满出狱，赴武汉，出任《新华日报》的副刊编辑和中华全国文艺界抗敌协会理事。楼还是《抗战文艺》初期编辑工作的积极参与者，与叶圣陶、宋云彬、傅彬然等合作编辑出版《少年先锋》（月刊）。曾赴广州、香港，协助茅盾编辑《文艺阵地》。茅盾离开后，楼曾一度代理《文艺阵地》的主编工作。
孤岛文学时期，与王元化、许广平等合作主办并编辑出版《奔流新集》（月刊）。1946年，回到上海，出任《时代日报》副刊编辑，并同靳以合编《中国作家》（中华全国文艺协会机关刊物）。1947年，赴香港，与周而复创办了《小说》月刊。
1949年，赴北京，参加了第一届文学界代表大会。大会上当选为作家协会理事。后就职于出版总署，期间朝鲜战争爆发，楼遂参加了抗美援朝的运动。曾出任东北军区后勤政治部宣传部长。1952年，出任人民文学出版社副社长，并兼任人民文学出版社副总编，同时担任《译文》、《世界文学》等杂志的编委。
文化大革命开始后，楼适夷被打倒，关进牛棚。1969年9月，他被下放湖北咸宁向阳湖的五七干校。1973年，他因年老体病获准离开咸宁，回到家中。回到北京后，他被“靠边站”。1978年，楼适夷获得平反，出任人民文学出版社顾问。

## 著作
- 《挣扎》，短篇小说集，1928年，现代出版社出版
- 《病与梦》，短篇小说集，1929年，光华出版社出版
- 《她的彷徨》，中篇小说，1930年，广益出版社出版
- 《工场夜景，活路》，独幕剧，与袁殊合著，1931年，曙星剧社
- 《第三时期》，短篇小说集，1932年，湖风出版社出版
- 《S.O.S》，独幕剧，1932年，民族剧社
- 《四明山杂记》，散文集，1949年，香港求实出版社出版
- 《适夷诗存》，1983年，人文出版社出版
- 《话雨录》，散文集，1984年，三联书店出版

## 翻译
- 《桥》，短篇小说集，为苏联、东欧作家的合集，1929年，上海文献书房
- 《但顿之死》，中篇小说，苏联 A.托尔斯泰著，1930年，商务印书馆出版
- 《灰姑娘》，儿童剧集，英国 鲁意司·勃里格斯著，1931年，开明书店出版
- 《恶党》，中篇小说，苏联 柯洛连科著，1931年，湖风
- 《苏联童话集》，苏联 区马兼珂著，1932年，良友
- 《二十世纪的欧州文学》，俄国 弗理契著，1932年，新生命书局
- 《穷儿苦狗记》，儿童故事，英国 维代尔著，1932年，上海儿童书局
- 《苏联短篇小说集》，1933年，天马
- 《林房雄集》，短篇小说集，1933年，开明
- 《切流斯金历险记》，1936年，天马
- 《蒙派拉斯的葡萄》，法国 路易斯著，1936年，生活
- 《文学的修养》，论文集，苏联 高尔基著，1937年，天马
- 《文学的新的道路》，论文，苏联 莱奥诺夫等著，1940年，光明
- 《苏联文学与戏剧》，1946年，光明
- 《科学的艺术论》，论文，1940年，读书生活
- 《彼得大帝》，长篇小说，苏联 A.托尔斯泰著，1940年，新中国（远方书店）
- 《老板》，中篇小说，苏联 高尔基著，1940年，上海文艺新潮社；1957年，新文艺
- 《奥古洛夫镇》，长篇小说，苏联 高尔基著，1941年，重庆大时代书局；1959年，上海文艺出版社出版
- 《在人间》，长篇小说，苏联 高尔基著，1941年，开明
- 《仇敌》，剧本，苏联 高尔基著，1941年，国民
- 《意大利故事》，苏联 高尔基著，1946年，开明
- 《狼》，儿童故事，俄国 列夫·托尔斯泰著，1947年，万叶书店
- 《恶魔的诱惑》，儿童故事，俄国 列夫·托尔斯泰著，1947年，万叶书店
- 《高加索的俘虏》，儿童故事，俄国 列夫·托尔斯泰著，1947年，万叶书店；1957年，上海少儿
- 《谁之罪》，长篇小说，俄国 赫尔岑著，1947年，大用图书公司
- 《海国男儿》，长篇小说，法国 艾克脱·马洛著，1947年，南国出版社
- 《契诃夫高尔基通信集》，1947年，珠林书店
- 《面包房里》，小说，苏联 高尔基著，1948年，上杂
- 《阳光底下的房子》，小说，苏联 区马兼坷著，1949年，晨光
- 《童年的伴侣》，中篇小说，俄国 柯罗琏珂著，1950年，上海出版公司
- 《蟹工船》，小说集，日本 小林多喜二著，1955年，作家出版社出版
- 《志贺直哉小说集》，1956年，作家出版社出版
- 《俄罗斯童话、意大利童话》，苏联 高尔基著，1956年
- 《一九二八年三月十五日》，小说，日本 小林多喜二著，1958年，人文
- 《小林多喜二选集》，第l卷，1958年，人文
- 《安子》，故事，日本 小林多喜二著，1962年，新文艺
- 《芥川龙之介小说十一篇》，1980年，湖南文艺出版社出版